# Tropiduchus marpsias
Tropiduchus marpsias är en insektsart som beskrevs av Rauno E. Linnavuori 1973. Tropiduchus marpsias ingår i släktet Tropiduchus och familjen Tropiduchidae. Inga underarter finns listade i Catalogue of Life.